# Журба Гліб Олександрович
Гліб Олександрович Журба (народився 2 березня 1991 у м. Гомелі, СРСР) — білоруський хокеїст, захисник. Виступає за ХК «Брест» у Білоруській Екстралізі.  
Вихованець хокейної школи ХК «Гомель». Виступав за ХК «Гомель-2», «Фенікс» (Воскресенськ) (МХЛ), «Хімік-СКА» (Новополоцьк).